# هر روز دلم به زیر باری دگر است
رباعی با مطلع «هر روز دلم به زیر باری دگر است» هفتمین رباعی از دیوان حافظ به تصحیح محمد قزوینی و قاسم غنی می‌باشد.
| هر روز دلم به زیر باری دگر است |  | در دیدهٔ من ز هجر خاری دگر است |
| من جهد همی‌کنم قضا می‌گوید       |  | بیرون ز کفایت تو کاری دگر است |